# هنريك لوندبيرغ
هنريك لوندبيرغ (بالسويدية: Henrik Lundberg)‏ هو لاعب هوكي الجليد سويدي، ولد في 14 يناير 1991 في غوتنبرغ في السويد.

## وصلات خارجية
- هنريك لوندبيرغ على موقع EliteProspects.com (الإنجليزية)